# Рашка
Вижте пояснителната страница за други значения на Рашка.
Рашка (на сръбски: Рашка) е историческа област в западната част на Балканския полуостров.
Тя включва южната част на Западна Сърбия и някои съседни райони на Черна гора и Косово. През Средновековието Рашка е ядрото, около което се формира Сръбското кралство. В по-ново време югозападната част на Рашка е известна като Санджак.